# Sint-Urbanuskerk (Dorum)
De Sint-Urbanuskerk (Duits: St.-Urbanus-Kirche) is een protestants kerkgebouw in Dorum, een plaats in het Duitse Landkreis Cuxhaven. Samen met de Sint-Willehaduskerk te Wremen is de kerk de hoofdkerk van de door Friezen gestichte regio Wursten. De oudste delen van de kerk dateren uit de 13e eeuw. Een houten kerk en een gebouw van tufsteen gingen aan het huidige godshuis vooraf. Het gebouw en het interieur getuigen tegenwoordig nog van de toenmalige welstand van de streek.

## Het gebouw

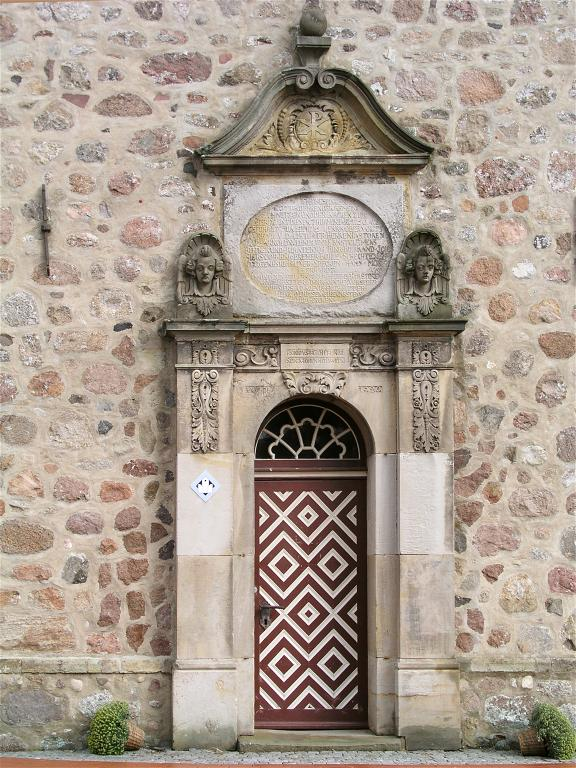
Ingangsportaal 1920

De Urbanuskerk is een eenschepige zaalkerk, waarvan het kerkschip uit ruwe granietstenen bestaat. De raamkozijnen zijn aan de zuidzijde omrand met metselwerk van bakstenen. Oostelijk sluit zich een in 1510 vergroot drieschepig hallenkoor aan, dat grotendeels van bakstenen werd opgetrokken. Het koor, waarvan de oostelijke gevel een aantal blindnissen heeft, overtreft het schip in hoogte. Een achtkante opbouw op de westtoren werd in de jaren 1750-1751 op een onderbouw van veld- en bakstenen voltooid. De bekroning met een achtzijdige spits volgde in 1757. Het portaal van de toren is niet oorspronkelijk en dateert uit het jaar 1920.

## Interieur
Het eenvoudige kerkschip draagt een balkenplafond en wordt verlicht door grote, driedelige vensters in de zuidelijke muur, die tegelijkertijd met de bouw van het koor in 1510 werden aangebracht. Naar het oosten sluit zich een drieschepig hallenkoor aan. Diens netgewelven rusten op vier ronde pijlers van baksteen.
- De laatgotische beschildering in het koorgewelf toont het Jongste Gericht met centraal een Christusfiguur, geflankeerd door Maria en Johannes. Engelen zweven rond de centrale voorstelling en eronder staan de doden uit hun graven op. Rechts duikt een monsterlijke vis met een duivel op.
- Het altaar werd in 1670 gemaakt door Jürgen Heidtman uit Otterndorf.
- Het marmeren doopvont is 13e-eeuws. Het achtzijdige houten deksel is van latere leeftijd en stamt uit ongeveer 1670.
- De polygonale kansel werd in de jaren 1681-1620 door Michael Ringmacher gemaakt, een houtbewerker uit Otterndorf. In totaal zijn er 17 velden met beeldreliëfs. Op de zijde van het koor zijn de zeven deugden voorgesteld. Aan de zijde van het kerkschip bevindt zich nog een deugd en negen Bijbelse scènes. Korinthische zuiltjes, cartouches en engelhoofdjes vormen een rijke aanvulling op de decoratie.
- Een vrijstaand sacramentshuis van Baumberger zandsteen dateert uit 1524.
- In de kerk bevinden zich twee houten crucifixen; een romaanse uit de eerste helft van de 13e eeuw en een laatgotische uit het midden van de 15e eeuw.
- Het pijporgel in een historische orgelkas uit 1765 werd in meerdere fases tussen 1964 en 1984 gebouwd door de orgelbouwfirma Hillebrand. Het orgel beschikt over 22 registers, verdeeld over twee manualen en pedaal.

## Afbeeldingen

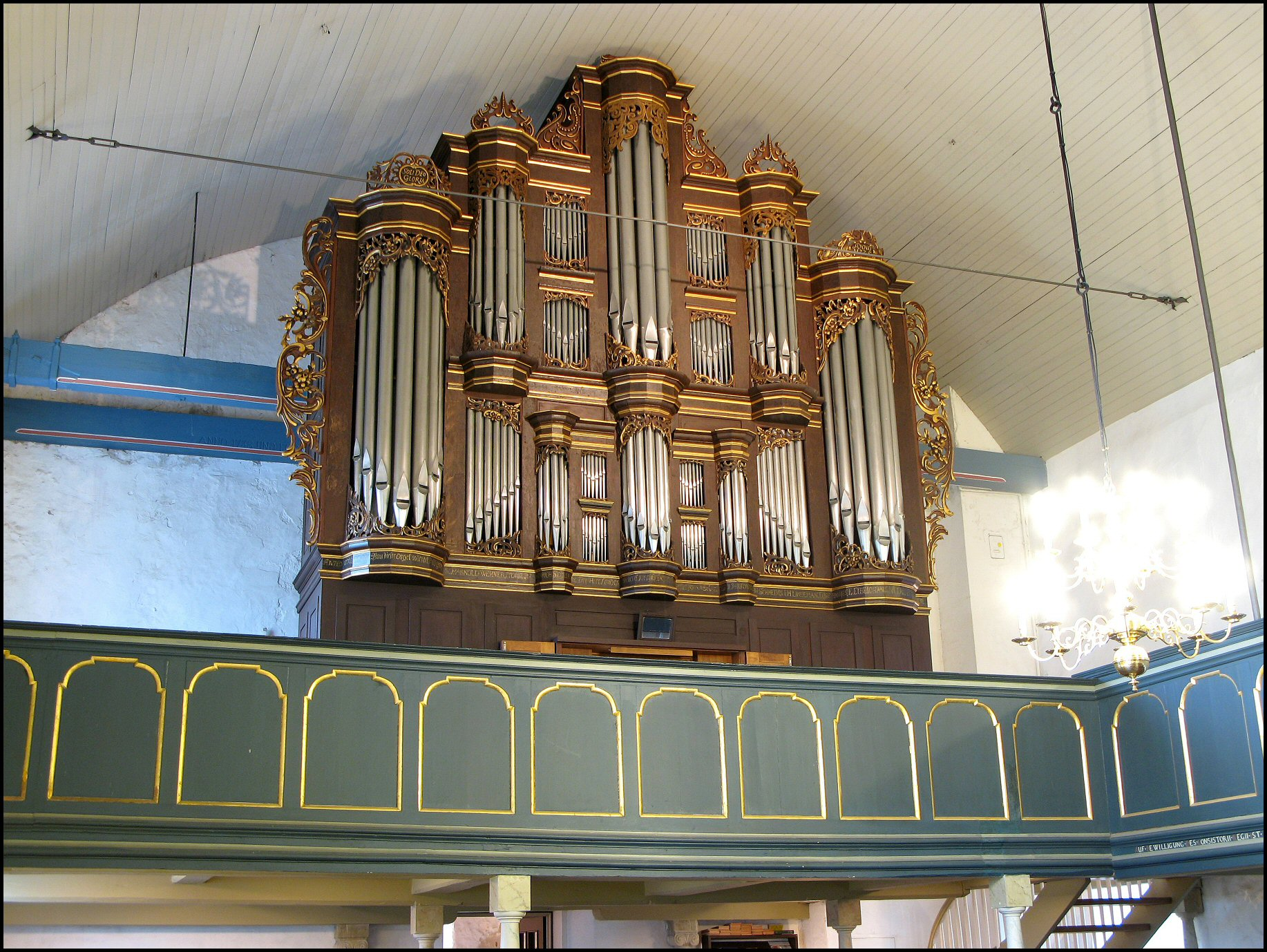
Orgel
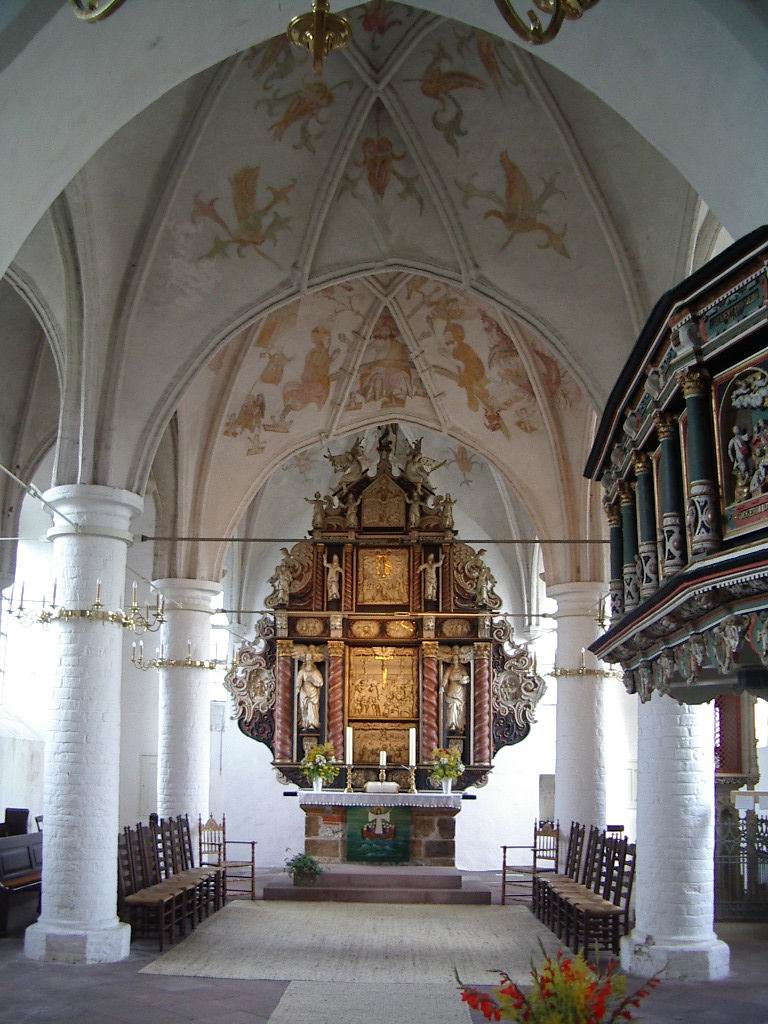
Koor en altaar
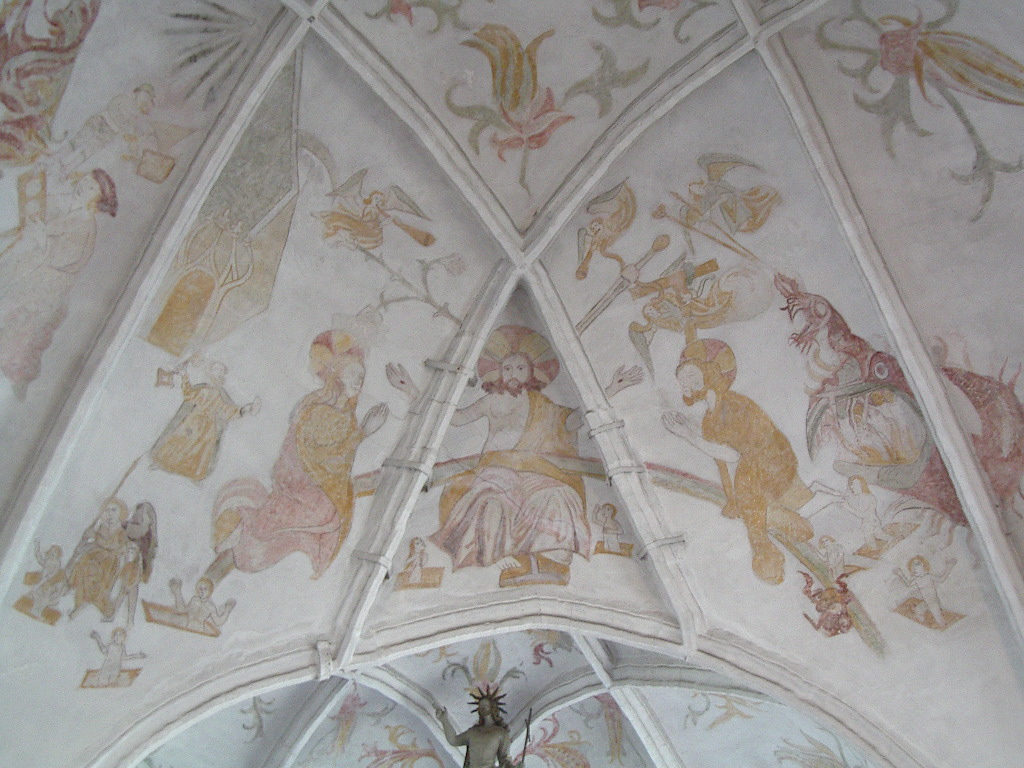
Muurschildering Jongste Gericht